# 1662
1662 (MDCLXII) fue un año común comenzado en domingo, según el calendario gregoriano.

## Acontecimientos
- 16 de junio: En Japón se registra un terremoto de 7,6 que deja 900 muertos y cientos de casas destruidas.
- 30 de octubre: En el mar Hyūga en Japón se registra un terremoto de 7,9 y un tsunami que dejan 200 muertos.
- Creación de la Sociedad Real para el Progreso de los Conocimientos Naturales (Royal Society, en inglés)
- Se produce la extinción del dodo (Raphus cucullatus) [cita requerida]

## Nacimientos
- 27 de marzo: María Luisa de Orleans, princesa francesa, reina consorte de España de 1679 a 1689, esposa de Carlos II de España.
- 30 de noviembre: Luis Antonio de Belluga y Moncada, conocido como el Cardenal Belluga, obispo de la diócesis de Cartagena.

## Fallecimientos
- 19 de agosto: Blaise Pascal, matemático, físico y filósofo (n. 1623)